# Artur Perucho i Badia
Artur Perucho i Badia (Borriana, 1902 - Mèxic, 1956) fou un periodista, escriptor i polític valencià. Començà de periodista a El Pueblo el 1919 i més tard col·laborà amb, entre d'altres, El Imparcial, El Heraldo de Madrid, La Publicitat, Revista Nova, D'Ací d'Allà, Taula de Lletres Valencianes, alhora que escrivia poesia i teatre.
L'any 1919 es trasllada a València, el 1925 a Madrid, el 1929 a Barcelona i a París i el 1930 a Alemanya. Treballà com a professor ajudant d'espanyol i de català a la Universitat de Marburg (1930-32) fins que fou nomenat secretari de Jaume Carner i Romeu, ministre de finances de la Segona República Espanyola. El 1936 s'integrà al Partit Socialista Unificat de Catalunya (PSUC), i fou director del diari del partit Treball, des d'on participà en la campanya contra el Partit Obrer d'Unificació Marxista (POUM). Dins d'aquesta campanya, tradueix junt amb la seva dona, Lucienne Perucho, Espionaje en España (1938), que desprestigia al POUM i on es justifica la seva persecució política; l'autor és un inexistent Max Rieger i alguns atribueixen l'autoria a Wenceslao Roces.
El 1939 s'exilià a Mèxic a bord del vapor Flandre, i poc després fou expulsat del PSUC. A partir del 1942 fou secretari de redacció de Tiempo.

## Obres
- Catalunya sota la dictadura (1930)
- Ícar o la impotència (1930)
- Tots tres, inèdit
- Sacrifici, teatre
- La finestra oberta, teatre
- L'home dintre la gàbia, teatre
- Resum de literatura russa (1933)
- La vida heroica de Hans Beimler
- Espionaje en España (1938) (traductor al castellà junt amb Lucienne Perucho)